# Henri Beunders
Hendrik Johan Gerard (Henri) Beunders (Emmeloord, 1953) is een Nederlands contemporain historicus, publicist en emeritus hoogleraar Ontwikkelingen in de Publieke Opinie aan de Erasmus Universiteit Rotterdam.

## Biografie
Henri Beunders werd geboren in Emmeloord, kernplaats van de Noordoostpolder, in interviews later aangeduid als 'multiculturele samenleving van de tekentafel-toekomst'. Zijn ouders waren ‘kolonisten’, stammend uit een eeuwenoud Twents boerengeslacht.
Na een Gymnasium-Bêta-opleiding studeerde hij nieuwe geschiedenis aan de Universiteit van Amsterdam (UvA). Daarna volgde hij, in 1978, het ‘Diplomatenklasje’, de opleiding voor Buitenlandse Zaken. Hij verkoos echter de journalistiek, begon in 1979 als redacteur buitenland bij de Haagsche Courant. In 1984 promoveerde hij op de dissertatie Weg met de Vlootwet!, een studie naar de parlementaire en sociaal-politieke beroeringen over militaire bewapening in de jaren '20. Daarna trad hij in dienst bij NRC Handelsblad, als redacteur buitenland, onderzoeksjournalist en correspondent in Berlijn voor, tijdens en na de val van de Muur in 1989.
In 1990 werd hij benoemd tot gewoon hoogleraar Geschiedenis van Maatschappij, Media en Cultuur aan de Erasmus Universiteit Rotterdam en werd hij tevens Academic Director van de nieuw opgerichte Postacademische Dagbladopleiding Journalistiek (PDOJ). Dit bleef hij tot 2015.
Als hoogleraar stond hij mede aan de wieg van enkele nieuwe mediaopleidingen. Van 2013 tot zijn emeritaat in 2019 was hij Erasmus-research-professor Ontwikkelingen in de Publieke Opinie, aan het International Institute of Social Studies in Den Haag.
Behalve boeken en essays op het brede gebied van media en maatschappij, politiek en cultuur, publiceert hij regelmatig in kranten en tijdschriften. Hij was medebestuurslid van het Nederlands Instituut voor Internationale Betrekkingen Clingendael, en Stuurgroeplid en onderzoeker bij nationale onderzoeksprojecten zoals 'De Natiestaat' en 'Omstreden Democratie' (NWO). En internationale onderzoeksgroepen zoals de Europese Digital Humanities-projecten zoals 'Polimedia 'en 'Axes' over de koppeling van digitale data en de ontsluiting ervan ten behoeve van wetenschappers, bedrijfsleven en burgers.
Het kernthema van zijn onderzoek was en is de titel van een van zijn bundel opstellen: ‘De verbeelding van de wereld. De wereld van de verbeelding’. De afgelopen jaren richt zijn onderzoek zich vooral op politieke, maatschappelijke en sociaalpsychologische processen binnen wat hij noemt 'de mediamaatschappij'. De komst van internet betitelde hij medio jaren ’90 als een nieuwe revolutie, als een ‘bewustzijnsexplosie’. Naast het thema van conflict binnen de democratie is ook de rechtstaat studieobject, aangezien er volgens hem sprake is van een 'emotionalisering van het strafrecht'. En van een ‘sentimentalisering van de samenleving’ in het algemeen, waarbij de andere kant van de medaille de verharding en polarisatie is, met antidemocratische gevolgen.
Beunders heeft een honderdtal masterstudenten en een tiental proefschriften begeleid.

## Beunders als schrijver
Centraal in het werk van Beunders staan maatschappelijke conflicten en de rol van de publieke opinie in de Nederlandse maatschappij, geplaatst in een Europese en mondiale context. Hij introduceerde enkele termen die de hedendaagse cultuur volgens hem typeren, zoals ‘de emotiecultuur’, de ‘manisch-depressieve samenleving’ en de 'slachtoffercultuur'. Sommige van zijn opvattingen golden een tijd lang als controversieel, zoals zijn mening dat er niet langer sprake is van een ‘hoge’ en een ‘lage’ cultuur, maar dat deze door elkaar heen lopen, en dat er een nieuwe klassenmaatschappij aan het ontstaan was. Ook zijn stellingname dat de begrippen ‘populisme’ en ‘mediahype’ te gemakkelijk worden gebruikt, vooral om bepaalde groepen en thema's zwart te maken, vielen niet altijd in goede aarde. Tegenwoordig  richt Beunders zijn pijlen vaak op de ‘Big Brother-maatschappij’, de teloorgang van de rechten van de burger en de hoogmoed van de 'mediamens'. Op het terrein van de maatschappij en het Openbaar Bestuur onderzoekt hij in wezen dezelfde vraag als bij de Digital Humanities: hoe verlopen de communicatieprocessen tussen burgers en activisten enerzijds en overheden, bedrijven en instellingen anderzijds?
Beunders noemt zichzelf een ‘sociaal-radicale christendemocraat’: burgers hebben naast rechten ook plichten, namelijk mee te denken en doen in de samenleving, met behoud van de professionele autonomie voor politici en bestuurders, en bovenal de eigen verantwoordelijkheid en vrijheid. Over dit soort zaken, alsmede de emotionele uitbarstingen in de mediamaatschappij, is Beunders een veel gevraagd commentator. Hij geeft ook lezingen en workshops in binnen- en buitenland, zoals Davos.
Zijn artikel "Eenzame grazers", gepubliceerd in de Groene Amsterdammer, werd opgenomen in de eerste kans van het vwo-eindexamen Nederlands van 2014.
Beunders’ meest recente boek is ‘Fanatieke Fantasten. Dromen over het redden van de wereld’. Beunders poneert hierin de stelling: fantasie en gezond verstand zijn geen tegenstelling maar complementair: zonder fantasie geen visie geen toekomst. Een kolonistenmentaliteit is nodig, met deze waarschuwing altijd in het achterhoofd: tussen wil, waan en werkelijkheid is er vaak géén wereld van verschil.

## Publicaties
- Fanatieke Fantasten. Dromen over het redden van de wereld. (Amsterdam, Walburg Pers 2025).
- Optocht der Tattoos. Jacht op een betekenisvol bestaan. (Amsterdam, 2020).
- Hoeveel recht heeft de emotie? Over straffen in de slachtoffercultuur (Amsterdam 2018).
- Conflict en Media, in: Conflict. Over conflict en conflictbeheersing (Deventer 2016).
- Leegte in het landschap. Nieuwsvoorziening in de regio (met A. van der Horst en J. de Kleuver) (Den Haag 2014).
- Politie en Publiek. Een onderzoek naar de communicatievormen tussen burgers en blauw. (met M.D. Abraham, A.G. van Dijk, A.J.E. van Hoek) (Apeldoorn 2011).
- Pers en politie in Amsterdam. (Met Marcella van der Weg) (Amsterdam 2010).
- From Exaltation to Exorcism. Reflections on Dutch arts, (Multi)Culture, Memory and Public Taboos (Rotterdam 2009).
- De virtuele lont in het kruitvat. Welke rol spelen de oude en nieuwe media in de micromobilisatie van burgers en hun strijd om politieke aandacht? (met V. Bekkers e.a.) (Den Haag 2009).
- Politie en Media. Over feiten, fictie en imago politiek. (met E.R. Muller) (Zeist 2005, 2009).
- Stadsbestuur Dichtbij Huis. Een werkende democratie voor Rotterdam (met J.Th.J. van den Berg e.a.) (Rotterdam 2006).
- Publieke Tranen. De drijfveren van de emotiecultuur (Amsterdam 2002)
- Wat je ziet ben je zelf. Big Brother: lust, leven en lijden voor de camera (Amsterdam 2000).
- De verbeelding van de wereld. De wereld van de verbeelding (Amsterdam 1998).
- De strijd om het beeld. Over de behoefte aan censuur (Den Haag 1994).
- Changing Reality. Power, Media and (Inter)National Behaviour. Proceedings of the International Conference September 25/26th September 1991 (Rotterdam 1992).
- De Brandenburger Tor. Een moeilijk monument. Oratie (Amsterdam 1990).
- De drang naar Duitsland. Of het einde van een zwaarbewaakte illusie (Amsterdam 1990).
- Weg met de Vlootwet! De maritieme bewapeningspolitiek van het kabinet-Ruijs de Beerenbrouck en het succesvolle verzet daartegen in 1923 (Bergen 1984, dissertatie)
- Denken aan Duitsland. Essay over moderne Duitse geschiedenis en enige hoofdstukken over de Nederlands-Duitse betrekkingen in de jaren zeventig. (met M.C. Brands en H.H. Selier) (WRR-studie, Amsterdam 1983).
- Argwaan en profijt. De Nederlands-Duitse betrekkingen sinds 1945. (met H.H. Selier) (Amsterdam 1983).